# Sabajior
Sabajior is een bestuurslaag in het regentschap Mandailing Natal van de provincie Noord-Sumatra, Indonesië. Sabajior telt 870 inwoners (volkstelling 2010).